# SV Jenapharm Jena
SV Jenapharm Jena is een Duitse voetbalclub uit Jena, Thüringen. De club is actief in volleybal, voetbal, hockey, kanovaren, atletiek, gymnastiek, kegelen en schaken.

## Geschiedenis
De club werd in 1950 opgericht door het pharmaceutische bedrijf Jenapharm als de BSG Chemie Jena. Naast een sterke hockeysectie, die in 1953 vicekampioen werd begon de club ook met voetbal. Al in de zomer van 1950 nam de club aan de FDGB-Pokal deel en verloor in de tweede ronde van eerteklasse ZSG Industrie Leipzig. De club nam in de competitie de plaats over van BSG Otto Schott. In 1952 kwalificeerde de club zich voor de nieuwe Bezirksliga Gera, de derde klasse. Chemie werd meteen kampioen en promoveerde naar de DDR-Liga, maar moest na één seizoen een stap terugzetten. De club werd opnieuw kampioen maar kon nu niet promoveren via de eindronde. In 1958 volgde een degradatie naar de Bezirksklasse, die na de invoer van de II. DDR-Liga nog maar de vijfde klasse was. De club keerde meteen terug. In 1963 werd de club kampioen en nam deel aan de promotie naar de DDR-Liga, nadat de II. DDR-Liga opgeheven werd. De club verloor tegen BSG Motor Eisenach. Ook het volgende seizoen faalde de club in de eindronde. In 1966 slaagde de club er eindelijk in om weer te promoveren. Maar ook de tweede poging verliep slecht voor de club en Jena degradeerde.
Tot 1975 speelde de club in de Bezirksliga en degradeerde dan. Het volgende seizoen werd de club kampioen met 63 van de 64 punten en een doelsaldo van 131:22. In 1982 werd de naam in BSG Jenapharm Jena gewijzigd en speelde tot 1989 in de Bezirksliga.
Na de Duitse hereniging werd de naam SV Jenapharm aangenomen.